# Револвер Модел 1892
Револвер Модел 1892 (фр. Revolver d'ordonnance modèle 1892), француски војни револвер с краја 19. века. Службени револвер француске војске током Првог светског рата.

## Историја
Познати и под именом Револвер Лебел или Револвер Сен Етјен, по имену произвођача. Ови револвери задржали су се у служби француске војске све до Другог светског рата, када су их коначно потисли полуаутоматски пиштољи.